# Закинское ущелье
Закинское ущелье (осет. Захъхъагом) — ущелье в России (Северная Осетия), расположенное на северном склоне Кавказа. 
По ущелью протекает река Закка и проходит Транскавказская автомагистраль.
Перевалом Трусо соединяется с Трусовским ущельем

## Топографические карты
- Лист карты K-38-53 пер. Крестовый. Масштаб: 1 : 100 000. Состояние местности на 1987 год. Издание 1989 г.
- Лист карты K-38-53-А. Масштаб: 1 : 50 000. Указать дату выпуска/состояния местности.